# Scraptia porosa
Scraptia porosa es una especie de coleóptero de la familia Scraptiidae.

## Distribución geográfica
Habita en Nueva Gales del Sur (Australia).